# Gubat
Gubat est une localité de la province de Sorsogon, aux Philippines. En 2015, elle compte 59 534 habitants.